# Одо II (лужицкий маркграф)
Одо II (нем. Odo II.; ум. после 30 июля 1032) — лужицкий маркграф, граф  Швабенгау с 1030 года, сын Титмара II.

## Биография
О жизни Одо известно мало. После смерти отца в 1030 году он унаследовал западную часть Лужицкой марки, графство Швабенгау и, возможно,  Нордтюринггау и Серимунт. Однако о том, что он владел Нордтюринггау или Серимунтом, в современных Одо исторических источниках не упоминается. Восточная часть Лужицкой марки была отбита у Польши только в 1031 году. 
Одо не был женат, так же как не имел и внебрачных детей. Возможно, в момент смерти он был несовершеннолетним. Он стал последним представителем той ветви династии Биллунгов, из которой сам предположительно происходил. Точная дата его смерти неизвестна, но, возможно, это было в 1032 году, так как новый маркграф Лужицы, Дитрих II фон Веттин, был назначен уже в этом году маркграфом. В остальных землях ему наследовал граф Эзико фон Балленштедт, который по женской линии являлся потомком маркграфа Одо I, брата прадеда Одо II, графа Титмара I.